# Doxford Economy
Das Doxford-Economy-Schiff, auch Doxford-Economy-Tramp war ein Motortrampschiffstyp der britischen Schiffswerft William Doxford & Sons aus Sunderland. Der erfolgreiche auch als Doxford Economy Tramp Design oder Doxford Standard Design bekannt gewordene Schiffsentwurf war das weltweit erste in Serie gebaute Motortrampschiff und wurde ab 1934 in rund 100 Einheiten in zwei Baureihen gebaut.

## Geschichte
Nachdem die Doxford-Werft schon 1921 mit der Yngaren ihr erstes Motorschiff abgeliefert hatte, entwickelte sie nach den Jahren der Weltwirtschaftskrise ein Motortrampschiff, das auch in Krisenjahren rentabel zu betreiben sein sollte. Der Entwurf des Doxford-„Economy“-Trampschiff entstand unter der Leitung von J. R. Gebbie und Charles Doxford sowie K. O. Keller, welcher den Motor konstruierte. Das „Economy“ bezog sich außer auf den Betrieb, auch auf den Bau, der zum einen mit möglichst wenigen und zum anderen so weit als möglich mit vorhandenen Werkzeugen zu bewerkstelligen war. Die Schiffsrümpfe waren größtenteils geschweißt und wurden vom neuentwickelten Doxford-“Economy”-Dreizylinder-Dieselmotor angetrieben.
Ein herkömmlicher Trampdampfer jener Zeit verbrauchte zwischen 30 und 40 Tonnen Kohle am Tag und dabei erreichte eine Geschwindigkeit von knapp zehn Knoten, während die ersten Economy-Schiffe eine Geschwindigkeit von zehn Knoten erreichten und nur rund 6,5 Tonnen Treibstoff am Tag verbrauchten. Der erste Reeder der ein Doxford-Economy-Schiff bestellte, war Arthur Sutherland der Reederei Sutherland Steamship Company aus Newcastle. Das Typschiff der Baureihe hieß Sutherland. Die erste Baureihe hatte eine Tragfähigkeit von rund 8000 Tonnen und eine Motorleistung von 1760 bhp. Während der zweieinhalb Jahre, in denen 23 Schiffe der ersten Baureihe entstanden, steigerte die Werft die Tragfähigkeit auf 9000 Tonnen und die Motorleistung auf 1800 bhp. Diese Schiffe liefen fast elf Knoten, wofür rund neun Tonnen Treiböl täglich nötig waren.
Ein verbesserter „Improved Economy Ship“-Typ, von dem in den Jahren 1939 bis 1945 sogar 76 Schiffe gebaut wurden, besaß sogar eine Tragfähigkeit von 9500 Tonnen und verfügte über eine Motorleistung von 2500 bhp. Damit war eine Geschwindigkeit von zwölf Knoten bei einem täglichen Treibstoffverbrauch von 9,5 Tonnen möglich. Im Unterschied zu den Vorbauten besaßen die verbesserten Typen über einen Back, was ihnen zu einem besseren Seeverhalten verhalf. Das erste gebaute Schiff war die Kassos. Sie wurde, wie eine nennenswerte Anzahl der Schiffe der zweiten Variante, von einer griechischen Reederei bestellt. Auch bei bekannten Linienreedereien der Zeit wurde der Schiffstyp verwendet. Die britische Admiralität gestattete Doxford’s aufgrund des großen Erfolgs des Typs, diesen während des Zweiten Weltkriegs als Standard-Frachtschiffstyp des Notbauprogramms weiterzubauen. Insgesamt wurde der Typ während des Krieges von 20 privaten Reedereien, darunter so bekannten Namen wie der British India Steam Navigation Company, der P&0, der Anchor Line, Hain Steamship Company, der Bank Line, oder Reardon-Smith sowie dem Ministry of War Transport betrieben.
Ein Vorteil, der in den Konvoifahrten der Kriegsjahre deutlich wurde, war die Möglichkeit die Doxford-“Economy” außerhalb Großbritanniens für ganze Rundreisen zu bebunkern, wohingegen Dampfschiffe aufgrund ihres höheren Kohleverbrauchs auch bei allen Heimatanläufen Kohlen zubunkern mussten. Aber auch ein Nachteil wurde klar, die geringe Ballastkapazität des Typs. Diese führte zu geringen Reisegeschwindigkeiten bei westwärts führenden Konvois. Eine Reihe von Schiffen erhielten deshalb Seitentanks, um 500 Tonnen weiteren Ballast nehmen zu können.
Es steht außer Zweifel, dass die positiven Erfahrungen während der Kriegsjahre bei traditionell eingestellten Trampschiffsreedereien großen Anteil am Wechsel zum Motorschiff hatten. Nachdem die Trampdampfer in der Nachkriegszeit zusehends verschwanden, wurden die Doxford-Economies lange weiterbetrieben, aber spätestens in den 1960er Jahren weiter nach Asien veräußert. Vor dem Hintergrund der Veränderung des Seehandels durch neue Technologien, wie RoRo oder Container, vor allem aber dem Massengutschiff verschwand dieser herkömmliche Trampschiffstyp bald ebenfalls. Anfang der 1970er Jahre wurden die letzten Einheiten verschrottet.